# Chris Evert
Christine Marie Evert (Fort Lauderdale, Florida,  21 de diciembre de 1954) es una exjugadora de tenis profesional estadounidense, ganadora de dieciocho títulos de Grand Slam, y además la más laureada en Roland Garros con 7 trofeos.

## Biografía
Su padre era un tenista profesional que la animó a jugar este deporte. Bajo la tutela de este, desarrolló una gran habilidad y llegó a ocupar el puesto número 1 del ranking estadounidense para chicas de menores de 14 años.
Después de una temporada espectacular en 1971 como jugadora amateur en donde ganó 46 partidos consecutivos, a la edad de 18 años, debutó en el WTA tour. Aunque era muy tímida, su buen aspecto y comportamiento tranquilo la convirtieron en la favorita del público y cuando tenía 20 años se convirtió en el centro de la atención no solo por ganar su primer título de Grand Slam sino también por un romance con la estrella de tenis Jimmy Connors.
En su carrera en el tenis profesional, fue la primera tenista en ganar 1000 partidos en sencillos y fue cinco veces la jugadora número 1 del ranking mundial. En 1974 estableció un récord para mujeres, ganando 56 partidos consecutivos y durante los siguientes 12 años (hasta 1986) ganó al menos un título en sencillo de Grand Slam por año.
Evert ganó cuatro títulos consecutivos en el Abierto de los Estados Unidos entre 1975 y 1978, y ganaría nuevamente ese título en 1980 y 1982. Casi invencible en canchas de arcilla (tierra batida), ganó el Abierto de Francia siete veces. Fue elegida "Atleta del año" en cuatro ocasiones y recibió el premio "Deportista femenina del año" de la revista Sport Illustrated en 1976.
Evert se retiró después de la temporada de 1989 con 18 campeonatos de Grand Slam ganados. Sus 157 títulos en sencillos la posicionan segunda entre hombres y mujeres de todos los tiempos. En 1995 fue elegida por unanimidad en el International Tennis Hall of Fame.

### Vida personal
En 1979 se casó con el jugador de tenis británico John Lloyd. Después se divorciaron y en 1988 se casó nuevamente con Andy Mill, exesquiador olímpico. En 2008 se casó por tercera vez, en esta ocasión con el célebre golfista australiano Greg Norman. La pareja se divorció 18 meses después, en diciembre de 2009.
Tiene 3 hijos, Alexander (n. 1991), Nicholas (n. 1994) y Colton (n. 1996).  
En un examen de rutina realizado a principios de 2022, le detectaron cáncer de ovario, en fase 1, por el cual se sometió rápidamente a un tratamiento para que la enfermedad no se intensifique.

## Finales individuales del Grand Slam
Evert jugó 34 finales de Grand Slam, en las que enfrentó a 13 rivales diferentes: Morozova, Navratilova, Goolagong, Turnbull, Shriver, Ruzici, Mandliková, Jausovec, Suková, Smith, Jean, Austin, Graf.

### Campeona individuales (18)
| Año  | Campeonato               | Oponente en la final    | Resultado     |
| 1974 | Roland Garros            | Olga Morozova           | 6-1, 6-2      |
| 1974 | Wimbledon                | Olga Morozova           | 6-0, 6-4      |
| 1975 | Roland Garros (2)        | Martina Navratilova     | 2-6, 6-2, 6-1 |
| 1975 | Abierto de EE. UU.       | Evonne Goolagong Cawley | 5-7, 6-4, 6-2 |
| 1976 | Wimbledon (2)            | Evonne Goolagong Cawley | 6-3, 4-6, 8-6 |
| 1976 | Abierto de EE. UU. (2)   | Evonne Goolagong Cawley | 6-3, 6-0      |
| 1977 | Abierto de EE. UU. (3)   | Wendy Turnbull          | 7-6, 6-2      |
| 1978 | Abierto de EE. UU. (4)   | Pam Shriver             | 7-5, 6-4      |
| 1979 | Roland Garros (3)        | Wendy Turnbull          | 6-2, 6-0      |
| 1980 | Roland Garros (4)        | Virginia Ruzici         | 6-0, 6-3      |
| 1980 | Abierto de EE. UU. (5)   | Hana Mandlíková         | 5-7, 6-1, 6-1 |
| 1981 | Wimbledon (3)            | Hana Mandlíková         | 6-2, 6-2      |
| 1982 | Abierto de EE. UU. (6)   | Hana Mandlíková         | 6-3, 6-1      |
| 1982 | Abierto de Australia     | Martina Navratilova     | 6-3, 2-6, 6-3 |
| 1983 | Roland Garros (5)        | Mima Jaušovec           | 6-1, 6-2      |
| 1984 | Abierto de Australia (2) | Helena Suková           | 6-7, 6-1, 6-3 |
| 1985 | Roland Garros (6)        | Martina Navratilova     | 6-3, 6-7, 7-5 |
| 1986 | Roland Garros (7)        | Martina Navratilova     | 2-6, 6-3, 6-3 |

### Finalista (16)
| Año  | Campeonato           | Oponente en la final    | Resultado     |
| 1973 | Roland Garros        | Margaret Smith Court    | 6-7, 7-6, 6-4 |
| 1973 | Wimbledon            | Billie Jean King        | 6-0, 7-5      |
| 1974 | Abierto de Australia | Evonne Goolagong Cawley | 7-6, 4-6, 6-0 |
| 1978 | Wimbledon            | Martina Navratilova     | 2-6, 6-4, 7-5 |
| 1979 | Abierto de EE. UU.   | Tracy Austin            | 6-4, 6-3      |
| 1979 | Wimbledon            | Martina Navratilova     | 6-4, 6-4      |
| 1980 | Wimbledon            | Evonne Goolagong Cawley | 6-1, 7-6      |
| 1981 | Abierto de Australia | Martina Navratilova     | 6-7, 6-4, 7-5 |
| 1982 | Wimbledon            | Martina Navratilova     | 6-1, 3-6, 6-2 |
| 1983 | Abierto de EE. UU.   | Martina Navratilova     | 6-1, 6-3      |
| 1984 | Roland Garros        | Martina Navratilova     | 6-3, 6-1      |
| 1984 | Wimbledon            | Martina Navratilova     | 7-6, 6-2      |
| 1984 | Abierto de EE. UU.   | Martina Navratilova     | 4-6, 6-4, 6-4 |
| 1985 | Abierto de Australia | Martina Navratilova     | 6-2, 4-6, 6-2 |
| 1985 | Wimbledon            | Martina Navratilova     | 4-6, 6-3, 6-2 |
| 1988 | Abierto de Australia | Steffi Graf             | 6-1, 7-6(3)   |

## Clasificación histórica
| Torneo               | 1971 | 1972 | 1973 | 1974 | 1975 | 1976 | 1977 | 1978 | 1979 | 1980 | 1981 | 1982 | 1983 | 1984 | 1985 | 1986 | 1987 | 1988 | 1989 | Career SR |
| -------------------- | ---- | ---- | ---- | ---- | ---- | ---- | ---- | ---- | ---- | ---- | ---- | ---- | ---- | ---- | ---- | ---- | ---- | ---- | ---- | --------- |
| Abierto de Australia | A    | A    | A    | F    | A    | A    | A/A  | A    | A    | A    | F    | G    | A    | G    | F    | NH   | A    | F    | A    | 2/6       |
| Roland Garros        | A    | A    | F    | G    | G    | A    | A    | A    | G    | G    | SF   | SF   | G    | F    | G    | G    | SF   | 3r   | A    | 7/13      |
| Wimbledon            | A    | SF   | F    | G    | SF   | G    | SF   | F    | F    | F    | G    | F    | 3r   | F    | F    | SF   | SF   | SF   | SF   | 3/18      |
| Ab. de EE. UU.       | SF   | SF   | SF   | SF   | G    | G    | G    | G    | F    | G    | SF   | G    | F    | F    | SF   | SF   | CF   | SF   | CF   | 6/19      |
| SR                   | 0/1  | 0/2  | 0/3  | 2/4  | 2/3  | 2/2  | 1/2  | 1/2  | 1/3  | 2/3  | 1/4  | 2/4  | 1/3  | 1/4  | 1/4  | 1/3  | 0/3  | 0/4  | 0/2  | 18/56     |

- NH = Torneo no celebrado
- A = No participó en el torneo
- SR = Relación entre torneos disputados y torneos ganados.

Nota: El Abierto de Australia se celebró dos veces en 1977, una en enero y la otra en diciembre.

## Estilo de juego
Evert era una jugadora de línea de fondo, a la que se le atribuye haber revolucionado el deporte del tenis. Era conocida por su juego consistente, contragolpeador, siendo descrita retrospectivamente por el Salón Internacional de la Fama del Tenis como una "pared humana". Evert fue una de las primeras jugadoras en jugar exclusivamente desde la línea de fondo, acercándose normalmente a la red para recuperar sólo las pelotas cortas; hacia el final de su carrera, sin embargo, Evert se acercaba a la red para terminar los puntos con más frecuencia. La derecha de Evert era plana, con profundidad y potencia constantes, y penetraba profundamente en la pista; hacia el final de su carrera, con el desarrollo de la tecnología del grafito, empezó a aplicar más topspin a su derecha. 
Evert fue una de las primeras mujeres que utilizó con éxito un revés a dos manos en el circuito de la WTA, que no tenía el alcance extra que ofrecía un revés a una mano, pero que proporcionaba una potencia y consistencia que no se había visto antes en el circuito, y que más tarde se convertiría en la norma para las tenistas. Era experta en absorber y redirigir la potencia tanto con su derecha como con su revés, siendo capaz de crear ángulos agudos y golpear ganadores desde cualquier posición en la pista; a pesar de ello, Evert no solía realizar un gran número de golpes ganadores, sino que basaba su juego en la recuperación de pelotas con una precisión devastadora, y en mantener al mínimo los errores no forzados. Evert no tenía un saque potente, pero era fiable y preciso. Evert poseía un toque delicado, y tenía una de las dejadas más efectivas de la época. Jugando en una época en la que el estilo de juego dominante era el de saque y volea, Evert era capaz de realizar difíciles passing shots con facilidad, empujando a sus oponentes detrás de la línea de fondo e impidiendo que subieran a la red. Los mayores puntos fuertes de Evert en la pista eran su velocidad, su completo juego de pies, su cobertura de la pista, su forma física, su consistencia y su fortaleza mental. A pesar de tener éxito en todas las superficies, la superficie favorita de Evert era la tierra batida, donde el alto rebote y la velocidad más lenta que ofrecía la superficie le permitían ejecutar su estilo de juego medido y defensivo con tremendo éxito; esto se pone de manifiesto en el balance de victorias de su carrera de 382-22 (94,6%) en esta superficie. Debido a su compostura, dureza mental y estilo de juego elegante, Evert era conocida como la "Princesa de Hielo".